# Ягельдина, Тамара Андреевна
Тама́ра Андре́евна Яге́льдина (22 марта 1939, Малый Шокшем, Сернурский район, Марийская АССР, РСФСР, СССР — 16 сентября 2012, Йошкар-Ола, Марий Эл, Россия) — советский и российский музыкант, педагог. Директор Микряковской детской музыкальной школы Горномарийского района Марийской АССР (1972—1997), завуч, преподаватель Национальной президентской школы-интерната № 1 Марий Эл (1997—2012). Заслуженный работник культуры Российской Федерации (1993). Лауреат Премии Марийского комсомола имени Олыка Ипая (1972).

## Биография
Родилась 22 марта 1939 года в д. Малый Шокшем Сернурского района Марийской АССР в семье репрессированного сотрудника НКВД.
Мать Т. А. Ягельдиной, оставшись одна с пятью детьми на руках, была вынуждена уехать из п. Сернур Марийской АССР, где они тогда проживали. Осенью 1939 года родственники матери перевозят их в Йошкар-Олу и стараются помочь семье репрессированного. В 1943 году возвращается из ссылки отец Т. А. Ягельдиной, реабилитирован в 1968 году. 
Окончила среднюю школу в родном деревне, а в 1962 году — Йошкар-Олинское музыкальное училище имени И. С. Палантая.
Преподаватель, с 1972 года — директор Микряковской детской музыкальной школы Горномарийского района Марийской АССР. Здесь вела музыкальные дисциплины, организовала первый ансамбль гусляров, который выступил в Кремлёвском дворце съездов в Москве.
С 1997 года в Национальной президентской школе-интернате № 1 (г. Йошкар-Ола): завуч, преподаватель. Руководитель ансамбля гусляров — многократного лауреата всероссийских и международных конкурсов.
В 1993 году ей присвоено почётное звание «Заслуженный работник культуры Российской Федерации». В 1972 году как руководитель Микряковского молодёжного ансамбля гусляров удостоена Премии Марийского комсомола имени Олыка Ипая. В 2009 году награждена медалью ордена «За заслуги перед Марий Эл».
Скончалась 16 сентября 2012 года в Йошкар-Оле.

## Признание
- Заслуженный работник культуры Российской Федерации (22 декабря 1993)[1][2] — за заслуги в области культуры и многолетнюю плодотворную работу
- Заслуженный работник культуры Марийской АССР (1970)[1][2][8]
- Медаль ордена «За заслуги перед Марий Эл» (2009)[1][2]
- Премия Марийского комсомола имени Олыка Ипая (1972) — за высокое исполнительское мастерство и пропаганду марийского музыкального искусства (руководитель Микряковского молодёжного ансамбля гусляров)[1][2]

## Память
О Микряковском молодёжном ансамбле гусляров на студии «Юнга-фильм» в 1975 году был снят 20-минутный цветной фильм «Гусли поют о счастье». Впоследствии он был удостоен Диплома II степени на Всесоюзном конкурсе кинолюбителей и Почётной грамоты Министерства культуры СССР. 